# Intervida
Intervida es una organización no gubernamental española de desarrollo, aconfesional, apartidista e independiente. Actúa localmente con las comunidades para promover el cambio social sostenible a través de la mejora de las condiciones de vida de las poblaciones vulnerables, en especial de la infancia, e incidiendo en las causas de la pobreza y las desigualdades. La sede central está en Barcelona y tiene delegaciones en Sevilla, Madrid, Bilbao, Galicia y Valencia.

## Misión
Intervida trabaja para contribuir al desarrollo humano y sostenible, facilitando los recursos necesarios para que las poblaciones más vulnerables fortalezcan sus capacidades y generen oportunidades para mejorar sus condiciones de vida.
Y pretende ayudar a los menores de países como América Latina, Asia, África , etc. a que salgan de la pobreza con la ayuda de manifestaciones y recaudaciones que hacen por todo el mundo.[cita requerida]

## Actuación
La actuación de Intervida se basa en proyectos a largo plazo, acciones de sensibilización y educación para el desarrollo para conseguir, de manera sostenible, una mejora en las condiciones de vida de las poblaciones más vulnerables.

### Derechos de los niños y las niñas

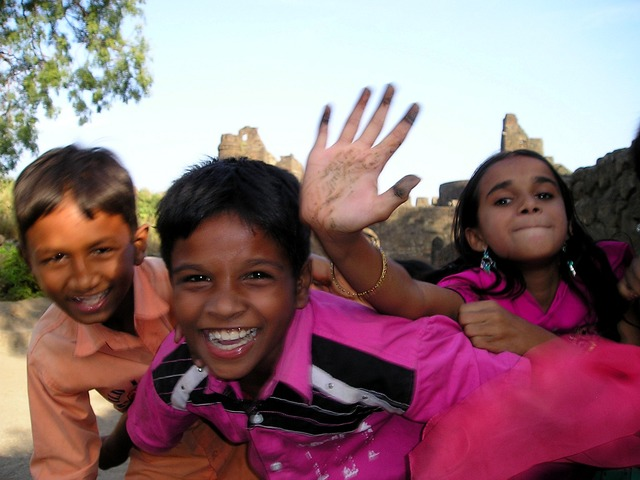
Niños y niñas en India.

Muchos niños y niñas no tienen acceso a necesidades tan básicas como una alimentación, una educación o una sanidad adecuadas; y algunos son víctimas de explotación sexual o laboral, violencia de género, o malos tratos. Estas situaciones son una vulneración de su derecho a vivir en paz, a ser respetados y a tener una vida digna.
Los proyectos de desarrollo de Intervida están orientados a fortalecer la dignidad y mejorar las condiciones de vida de niños, niñas y de sus familias. La Convención sobre los Derechos del Niño de 1989 es el documento que ampara los derechos de todos los niños, niñas y adolescentes del mundo y el principal referente sobre el que Intervida plantea sus acciones.
«"Quiero aprender a leer pero mi mamá no me deja. Nunca he jugado, ni cuando era chiquito"». Informativos Telecinco. 9 de junio de 2011. Archivado desde el original el 13 de julio de 2011.

### Proyectos de cooperación al desarrollo
Intervida actúa en 20 países de todo el mundo acompañando a las comunidades con las que trabaja en los procesos de desarrollo y sensibilización. Sus proyectos de desarrollo están enfocados principalmente en los ámbitos de salud, fomentando la prevención y la mejora de las condiciones sanitarias,  y la educación, para mejorar la cobertura y la calidad de las prestaciones reforzando los sistemas públicos de educación. Estos son los dos ámbitos mayoritarios de actuación, aunque también trabaja en temas de seguridad alimentaria, desarrollo económico o participación comunitaria.

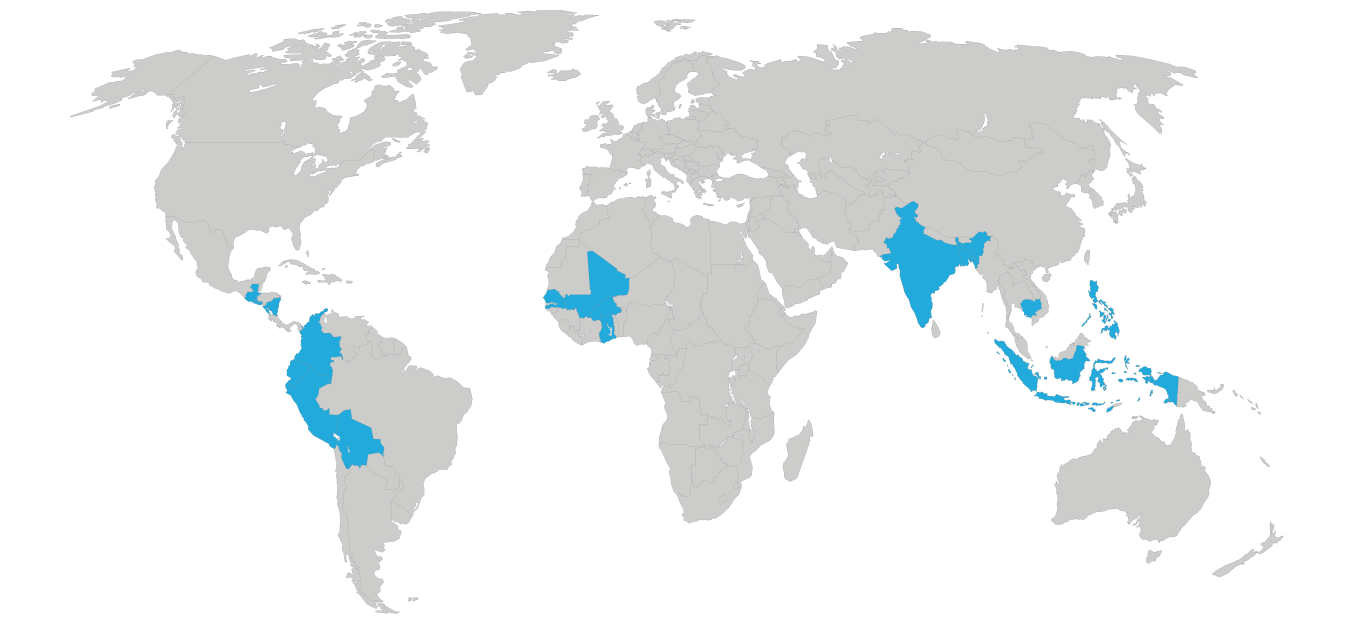
Mapamundi. Proyectos de Intervida

Intervida actúa en estos países:
| ÁFRICA          | Índice de desarrollo humano (IDH)                                                                                               |
| Burkina Faso    | 177 «Burkina Faso IDH y otros datos». Archivado desde el original el 28 de junio de 2011. Consultado el 20 de julio de 2011.    |
| Malí            | 178 «Malí IDH y otros datos». Archivado desde el original el 7 de septiembre de 2011. Consultado el 20 de julio de 2011.        |
| Senegal         | 166 «Senegal IDH y otros datos». Archivado desde el original el 6 de septiembre de 2011. Consultado el 20 de julio de 2011.     |
| Ghana           | 152 «Ghana IDH y otros datos». Archivado desde el original el 6 de septiembre de 2011. Consultado el 20 de julio de 2011.       |
| SUDAMÉRICA      | |
| Bolivia         | 113 «Bolivia IDH y otros datos». Archivado desde el original el 6 de septiembre de 2011. Consultado el 20 de julio de 2011.     |
| Ecuador         | 80 «Ecuador IDH y otros datos». Archivado desde el original el 7 de septiembre de 2011. Consultado el 20 de julio de 2011.      |
| Colombia        | 77 «Colombia IDH y otros datos». Archivado desde el original el 6 de septiembre de 2011. Consultado el 20 de julio de 2011.     |
| Perú            | 171 «Perú IDH y otros datos». Archivado desde el original el 15 de julio de 2014. Consultado el 25 de noviembre de 2018.        |
| AMÉRICA CENTRAL | |
| El Salvador     | 106 «El Salvador IDH y otros datos». Archivado desde el original el 7 de septiembre de 2011. Consultado el 20 de julio de 2011. |
| Guatemala       | 122 «Guatemala IDH y otros datos». Archivado desde el original el 7 de septiembre de 2011. Consultado el 20 de julio de 2011.   |
| Nicaragua       | 124 «Nicaragua IDH y otros datos». Archivado desde el original el 3 de septiembre de 2011. Consultado el 20 de julio de 2011.   |
| ASIA            | |
| Bangladés       | 146 «Bangladesh IDH y otros datos». Archivado desde el original el 8 de julio de 2011. Consultado el 20 de julio de 2011.       |
| Indonesia       | 111 «Indonesia IDH y otros datos». Archivado desde el original el 6 de septiembre de 2011. Consultado el 20 de julio de 2011.   |
| Camboya         | 137 «Camboya IDH y otros datos». Archivado desde el original el 2 de septiembre de 2011. Consultado el 20 de julio de 2011.     |
| India           | 134 «India IDH y otros datos». Archivado desde el original el 6 de septiembre de 2011. Consultado el 20 de julio de 2011.       |
| Filipinas       | 105 «Filipinas IDH y otros datos». Archivado desde el original el 7 de septiembre de 2011. Consultado el 20 de julio de 2011.   |

«Intervida gestionará los XICS internacionales de la Fundación Barça». sport.es. 31 de enero de 2012.
«Las propuestas de Intervida y Solidariedade Internacional obtienen los premios del concurso del Proyectos Sociales en A Coruña». Programa Convivencia. 7 de mayo de 2012. Archivado desde el original el 18 de junio de 2012.
«La ayuda es enseñar a pescar. Proyecto en Burkina Faso». El País. 14 de enero de 2011.
«Mujeres de Burkina». ADN.ES. 10 de junio de 2010. Archivado desde el original el 19 de enero de 2011.
«Niños del Baobab, futuro de Burkina Faso». 20minutos.es. 28 de junio de 2010.
«Los golpes que preceden al feminicidio». Público.es. 4 de julio de 2010.

### Educación para el Desarrollo
El programa de Educación para el desarrollo en Intervida, educa en los valores de responsabilidad, promoción de los derechos humanos para la transformación social hacia un mundo más justo y equitativo.
De acuerdo con la Década de las Naciones Unidas sobre la Educación para el desarrollo sostenible  (), Intervida basa la Educación para el Desarrollo en cinco pilares, los cuatro primeros propuestos por el Informe http://www.unesco.org/delors/ (enlace roto disponible en Internet Archive; véase el historial, la primera versión y la última). y el quinto propuesto por la DEDS.
1. Aprender a conocer de manera crítica, diversa y ética.
2. Aprender a hacer propuestas transformadoras sobre equidad y justicia.
3. Aprender a vivir y resolver conflictos juntos y de manera pacífica.
4. Aprender a ser ciudadanos conscientes de la globalidad de sus acciones..
5. El desarrollo de la capacidad para transformarse uno mismo y transformar el mundo en el que vive.

Estas acciones tienen lugar en los centros de primaria, y el trabajo se centra en la promoción de los Derechos de la Infancia y la Educación en Derechos Humanos. Las actividades se dirigen a toda la comunidad educativa: profesorado, alumnado y familias con la convicción que todo y todos educan.

### Voluntariado
Intervida cuenta con un equipo de voluntarios y voluntarias desde el año 2010.  Participan en la mayoría de eventos de la ONG y también en los talleres escolares que el departamento de Educación para el Desarrollo organiza por las escuelas de Cataluña. A través de la página web de Intervida se puede rellenar el formulario y entrar a formar parte del equipo. [1][cita requerida]

## Investigación judicial
Sufrió de una crisis de confianza a causa de la intervención judicial del año 2007  debido a la cual perdió casi un tercio de sus socios .
Los fundadores y un grupo de exdirectivos de la organización, que fueron separados de sus cargos al inicio de las actuaciones judiciales en 2007, fueron acusados de desviar casi 200 millones de euros procedentes del apadrinamiento  de niños y de gestionar la entidad de forma “sangrante”.
En marzo de 2012, el juzgado de instrucción número 5 de la Audiencia Nacional, cuyo titular es el juez Pablo Ruz, archivó finalmente el caso por falta de indicios tras 5 años de investigaciones , aunque no levantó las medidas cautelares.
Posteriormente, el 11 de julio de 2012 el mismo juzgado levantaría todas las medidas cautelares sobre todas las asociaciones y fundaciones del grupo , retornando las asociaciones al control de sus fundadores, Rafael Puertas y Eduardo Castellón, aunque Fundación Privada Intervida ha quedado por el momento bajo la tutela de la Generalitat de Cataluña con el argumento de que el Patronato original había expirado.

## Administración Judicial
Hasta el levantamiento de las medidas cautelares dictada por el juzgado de instrucción número 5 de la Audiencia Nacional, cuyo titular es el juez Pablo Ruz, desde 2007 Intervida estuvo bajo Administración Judicial. Àngel Miret, Maurici Romero y Dídac Ramírez fueron nombrados por el Juzgado actuante para esta función, a propuesta de la Generalitat de Cataluña, desde el inicio de las actuaciones judiciales. Àlex Masllorens sustituyó desde 2009 a Dídac Ramírez. La Administración Judicial concluyó el 11 de julio de 2012 con el sobreseimiento del caso contra los fundadores y el levantamiento de las medidas cautelares. Actualmente la Fundación, que no fue devuelta a su anterior Patronato, se encuentra bajo la tutela del Protectorado de Fundaciones de la Generalitat de Cataluña. En cambio, otras entidades del grupo como Asociación Intervida ha vuelto a manos de los fundadores.

## Publicaciones
A través del podcast y la revista de Intervida se pueden conocer las últimas noticias y novedades de la ONG.
Revista Intervida
Los padrinos reciben trimestralmente la revista con contenidos variados: noticias, información sobre los proyectos, entrevistas, recomendaciones de libros y un reportaje en portada. También se puede leer a través de la Archivado el 4 de enero de 2015 en Wayback Machine..
Podcast
A través de la voz de los protagonistas, en este canal de comunicación dan a conocer las noticias más relevantes, reportajes en ruta y un cuento final para reflexionar.